# Supremo (personagem)
Supremo é um super-herói fictício dos quadrinhos americanos criado por Rob Liefeld e Brian Murray em 1992, primeiramente publicado pela Image Comics, depois a Maximum Press e mais recentemente pela Awesome Entertainment. Nas primeiras histórias era uma violenta e egoísta versão do Superman. Depois foi "reconstruído" pelo escritor Alan Moore, que o usou em uma série-homenagem às clássicas histórias do Superman da Era de Prata dos Quadrinhos (Pré-Crise) que traziam a "mitologia" desenvolvida por Mort Weisinger.
O herói surgiu nos Estados Unidos em revista em quadrinhos própria chamada Supreme, que teve 56 edições. Alan Moore entrou para a série no número 41. Com o a história em duas partes de Supreme: The Story of the Year Moore venceu o Prêmio Eisner de 1997 de "Melhor Escritor". Em seguida as 6 partes de Supreme: The Return. Os trabalhos foram republicados em duas edições especiais americanas: uma pela Checker Book Publishing Group: Supreme: The Story of the Year e Supreme: The Return. No Brasil, as aventuras foram publicada em 2003 pela Brainstore em três volumes  e pela Devir Livraria entre 2007 e 2008 em quatro volumes .

## Origens ficcionais
Supremo foi introduzido por Brian Murray na revista número 3 de Youngblood, de autoria de  Rob Liefeld. Ganharia depois um título próprio. Suas características variavam de história para história: num determinado ponto ele foi um extremamente religioso "anjo da vingança", que citava os Evangelhos Bíblicos para justificar suas ações. Em outra época, Supremo se achou ele próprio um Deus, particularmente ao derrotar o deus nórdico Thor e tomar o místico martelo, Mjolnir. Geralmente considerado o personagem mais poderoso do universo criado por Liefeld, ele sofreu várias derrotas e foi inclusive assassinado (em uma aventura na revista Deathmate Black, crossover da Image com a Valiant Comics). Também perdeu seus poderes em Extreme Prejudice e novamente foi brutalmente assassinado por Crypt em Extreme Sacrifice.
Supremo recebeu um tratamento mais abrangente na minissérie The Legend of Supreme, três capítulos escritos por Keith Giffen e desenhados Robert Loren Fleming. Nessa aventura, uma repórter chamada  Maxine Winslow investiga a "Origem do Supremo". É contado que em 1937, Ethan Crane matou a tiros dois homens como vingança por eles terem estuprado uma garota de quinze anos. Crane depois levou tiros dados por dois policiais mas sobreviveu e foi sentenciado a passar a vida na prisão. Durante o cumprimento das pena, o governo lhe ofereceu a chance de participar de uma experiência na qual seis outros voluntários haviam perecido. Apesar de Crane ter sucumbido como os outros, ele ressuscitou. Liberto e de volta a um mundo mudado e estranho para ele, Crane encontrou um santuário com o Padre Beam, e aos poucos descobriu seus novos poderes. Ele adotou o nome de "Supremo" e, ao saber da Guerra na Europa, decidiu tomar parte. Não se soube muito das suas ações na guerra, exceto que ele lutou ao lado dos Aliados. Ao término do conflito, Supremo achou que já tinha feito sua parte como bom samaritano e deixou a Terra. A verdadeira causa foi a morte acidental do Padre Bean provocada pelo próprio Supremo.
Supremo ficaria décadas no Espaço quando lutou contra várias ameaças ao lado dos alienígenas  Katellans (a mesma espécie de Gary Carlson e Erik Larsen da Vanguarda). Voltou à Terra em 1992, com uma sociedade mudada e o mundo habitado por humanos geneticamente alterados e com superpoderes. Ele encontrou os grupos Youngblood e Heavy Mettle. Supremo se tornou o líder de campo dos Heavy Mettle por um curto período, mas abandonou essa posição ao derrotar o vilão Khrome.
Enquanto lutava com Thor, um personagem chamado Enigma encontrou um Supremo de uma linha de tempo alternativa e pretendia usá-lo no caso do primeiro Supremo ser derrotado. Com o desfecho conhecido, esse novo Supremo ficou à própria sorte (como mostrado em "The Legend of Supreme"). Supremo foi aparentemente morto durante um ataque do Lorde Chapel, mas ele ficou preso numa Terra alternativa. Ficaria prisioneiro ali por muito tempo até que o Supremo alternativo fosse retirado da realidade por Enigma, o que fez com que o Supremo original recuperasse seus poderes e escapasse ao se mesclar com ele. Após vários acontecimentos envolvendo Enigma e Probe (filha do Supremo no futuro, algumas vezes chamada de Lady Supremo), o Supremo original se aliou a Probe, Enigma e ao Supremo alternativo para derrotar Loki, cujas maquinações estavam causando vários distúrbios nas diferentes realidades. Ao final da revista Supreme #40, Probe permaneceu na Terra alternativa e Supremo retornou à Terra.

### O Supremo de Alan Moore
Alan Moore recebeu a proposta de Rob Liefeld para escrever as aventuras de Supremo. Ele concordou com a condição de que tudo o que ocorrera com o personagem anteriormente fosse desconsiderado ou mudado. Iniciando na revista 41 do Supremo, Moore começou a redescrever o Supremo, usando recursos de metaficção, inserindo em cada revista comentários e narrativas, abordando as histórias em quadrinhos em geral e em particular a "mitologia do Superman". Os "clichés" do gênero super-herói foram frequentemente usados, sem a costumeira "desconstrução" e senso de ironia de Moore. Ele comentou que fez isso como um pedido de desculpas devido a sua fama de descosntruir super-heróis e levá-los a um lado obscuro .

#### A história do ano (Supreme: The Story of the Year)
Moore ganhou plena liberdade com o Supremo, quando este passou para a Maximum (mais tarde Awesome), o que gerou mais uma fabulosa história densa de Moore, que revolucionou o universo do personagem. Desenhado como o Superman da Era de Prata (particularmente imitando os estilos de Julius Schwartz, Curt Swan e Murphy Anderson)

##### Enredo
Nessa nova versão do Supremo ele tinha a identidade secreta de Ethan Crane, um sensível artista da Dazzle Comics, que recebeu seus poderes ao ser exposto quando criança a um meteorito composto de Supremium puro, um meta-elemento com propriedades de alterar a realidade. Quando não estava salvando o mundo como um super-herói típico, Crane desenhava o Omniman, uma versão do Supremo.
Na primeira revista de Moore, Supremo retornou à Terra do Espaço e descobriu que ele não era o único vivendo na mais recente alteração da realidade, encontrando outras versões de si mesmo. Uma delas era um Supremo aposentado que vivia em outra realidade com outros Supremos e coadjuvantes  das histórias que tinham terminado, conhecida por "Supremacia" pelos seus habitantes. O Supremo atual estava com amnésia. Ao sair de Supremacia, ele rapidamente descobriu que suas memórias voltavam ao ir aos lugares onde ocorreram os acontecimentos. Ao voltar a sua cidade natal (Little Haven ou Pequeno Refúgio, alusiva a Smallville de Superboy) o herói lembra como ganhou seus poderes. Assim, são mostradas "flashbacks" da infância de Supremo e de aventuras anteriores contadas no estilo dos diferentes períodos das histórias em quadrinho americanas.
Essas histórias de Supremo faziam referências as aventuras clássicas do Superman, aparecendo uma irmã com idênticos poderes (Suprema, numa referência à Super-Moça) e um cão superpoderoso de nome Radar, o cão supremo, numa referência à Krypto.
Darius Dax foi introduzido nessa cronologia. Ele era um gênio do mal no estilo de Lex Luthor. Dax morreria duas vezes na série. Na primeira vez, ele faleceu na prisão vítima de um câncer linfático provocado por uma exposição ao Supremium. Antes de morrer, Dax transferiu uma cópia de sua consciência para "micro-maquinismos" do tamanho de grãos de poeira, que ele colocou num livro. Judy Jordan (análoga a Lana Lang) abriu o livro e inalou o pó, o que fez com que a consciência de Dax fosse transferida para o seu cérebro, apagando a personalidade original. Dax usou o corpo de Judy para atrair Supremo para uma armadilha. Dax depois abandonou o corpo de Judy e foi para o de um superpoderoso androide. Depois fundiu o corpo do androide com o Supremium, o que lhe fez voltar no tempo, aparecendo primeiro como Homem Supremium em uma primitiva história. E, depois, ao absorver mais  Supremium, se transformou no aparente meteoro que deu ao Supremo seus poderes, criando um paradoxo da predestinação.

#### O retorno (Supreme: The Return)
O trabalho de Moore continuou até Supreme #56, no ponto em que a série foi relançada na sequência de uma minissérie chamada Supreme: The Return. Estruturada em seis revistas até ser subitamente cancelada devido ao colapso da Awesome Entertainment. Moore tinha escrito revistas adicionais que nunca foram publicadas, segundo o desenhista Rick Veitch ao falar sobre a coleção Checker TPB .
Após a derrota de Darius Dax, Supremo encontra um resquício da consciência de Judy Jordan em seu corpo e o transfere para um andróide Suprematon. Apesar de ganhar superpoderes, Judy teve dificuldades em se ajustar à nova condição. S-1, outro Suprematon, declara seu amor por Judy. S-1 muda seu nome para Talos e os dois se casam na Cidadela Voadora de Supremo. O casal deixa a Terra e vai morar num planeta desabitado.
Ethan Crane teve um romance com Diana Dane (referência à Lois Lane) que entra em crise quando ela o acha "mecânico e distante" (provavelmente devido a contatos com androides Suprematons que apareciam como Supremo ao lado de Ethan Crane). Como Supremo ele tenta se aproximar de Diana e a leva para a Cidadela para lhe dar idéias para Omniman. Após uma viagem à Supremacia, Diana descobre a identidade secreta de Ethan e tenta continuar com o relacionamento.
Após Darius Dax ter se transformado no meteorito de Supremium, ao fim de The Story of the Year, ele vai a um lugar similar à Supremacia, chamado Daxia. Ali vivem várias versões de Dax: Darius Duck, Daxor, Daxian, Doomsdax, Dax Cientista Louco Nazista e "Grim" Serial-Killer. O intelecto combinado dos Daxes o fazem enganar a morte uma vez mais e retornar para a Terra. Novamente tenta destruir Supremo o que leva a outro encadeamento circular de eventos que envolvem Billy Friday (análogo a Jimmy Olsen) e o Mestre dos Meteoros.

## Vilões
- Darius Dax, arqui-inimigo do Supremo e que, como ele, possui numerosas encarnações, incluindo um gângster, um nazista, muitos cientistas loucos e um brilhante mas manipulativo magnata dos negócios.
- Emerpus ("Omerpus"), o Supremo Reverso da Zona Retroativa onde o tempo corre em direção oposta ao universo principal [7].
- Gorrl, a galáxia viva, onde Suprema ficou prisioneira por trinta anos [8].
- Korgo (primeiro nome: Brinn) é um lorde guerreiro do Espaço. Ele desafia Bill Clinton para um duelo e vence. Ele falsifica a derrota para Supremo para fugir de Hillary Clinton e volta para o Inferno dos Espelhos.[9]
- Mestre Meteoro primeiro aparece em Littlehaven em busca do isótopo Supremium (branco) e luta contra Kid Supreme. Ao reaparecer ele é o segundo personagem que chama a si mesmo de Homem Supremium[10], pois está de posse de várias variedades coloridas do mineral e quer o supremium branco para completar sua coleção, o qual só é encontrada ali. Na sua aparição em Littlehaven ele declara ser inimigo de Supremo; viajando para um encontro no laboratório de Darius Dax adulto, sofre um acidente bizarro e subsequentemente emerge misturado com Billy Friday. A confusa entidade composta culpa Supremo por sua condição e viaja de volta no tempo até Littlehaven, onde luta contra Kid Supremo, num aparente paradoxo ontológico.
- Optilux era um alienígena religioso com complexo de Messias. Ele converte cidades, como Amalynth, em um raio de luz e as mantêm cativas, como Brainiac fez com Kandor [9][11].
- Televillain ("Televilão") era um reparador de televisões chamado Reuben Tube até um acidente lhe dar a capacidade de teleporte usando televisões que o levam aos mundos fictícios dos programas de televisão. Em uma oportunidade ele foi transportado até um episódio de Friends e executa Monica Geller (sem causar danos a Courteney Cox) [9][11].
- The End ("O Fim") é um poderoso vilão do Inferno dos Espelhos.[7]. Seu nome sugere uma referência à Apocalipse embora aja de uma forma mais parecida com Darkseid. Quando tem a chance de escapar do Inferno dos Espelhos, sua reação é de indiferença.
- Shadow Supreme ("Sombra Supremo") é uma versão maligna de Supremo criada pelo raio de energia negativa de Darius Dax. Fisicamente parecido com Supremo, porém seu corpo e roupa são pretos. Submisso à  Dax, ele o chama de seu "Deus" [9][11].
- Slaver Ant ("Formiga Escravagista") é uma formiga fêmea humanóide alterada quimicamente.[9][11]. Certa vez ao escapar da prisão espelho de Supremo, ela raptou várias crianças e as forçou a criar um covil para si.
- Vor-Em é um guerreiro-leão humanóide [9][11].

## Supremium
Supremium é a fonte dos poderes de Supremo. Quando criança, Ethan Crane encontrou um meteorito composto de Supremium puro, que mudou a cor de seu cabelo para branco e lhe deu os poderes de voo, invulnerabilidade, superforça, super-inteligência, supervelocidade e outros.
Supremium é conhecido pelas suas diferentes colorações, cada uma com diferentes efeitos: Supremium branco é fatal para Supremo, Supremium âmbar causa desvios no tempo, Supremium ônix apaga o tempo, Supremium safira afeta probabilidades, Supremium rubi transmuta matéria e Supremium violeta causa efeitos aleatórios. 
Da perspectiva de Supremo, o metal existe desde 1925, ano que o meteorito caiu na Terra, e durou até meados dos anos de 1950 quando o Homem Supremium se fundiu com isso e desapareceu. A segunda existência do Supremium foi quando Supremo o sintetizou com traços do elemento em seu sangue nos anos de 1960. O Supremium Sintético existiu até os anos de 1990, quando o arqui-inimigo de Supremo Darius Dax se fundiu com o material e se tornou o Homem Supremium. 
O Homem Supremium dos anos de 1990 voltou no tempo até os anos de 1950 e se fundiu ao Supremium remanescente, sendo lançado de volta no tempo até se transformar no meteoro original. 
Supremium é uma referência óbvia à criptonita.

## Supreme Sacrifice
Em 2006 Arcade Comics publicou a volta do Supremo por Robert Kirkman e Rob Liefeld, sem completar a série de Alan Moore. Supreme Sacrifice inclui aspectos criados por  Moore tais como a Supremacia. Na história, o Supremo dos anos de 1990 é forçado a se aposentar.

## Versões alternativas do Supremo

### Kid Supremo
Durante a Segunda Guerra Mundial, Charles Flanders se tornou o parceiro de Supremo, o primeiro Kid Supremo. O segundo Kid Supremo foi Danny Fuller, após receber superpoderes durante uma luta entre Supremo e Union. Alan Moore criou Kid Supreme em homenagem ao Superboy . Ele foi também o Supremo-Mirim.

### Probe
A filha biológica do futuro de Glory e Supremo, chamada Probe e depois Lady Supremo, acreditava ser um bebê de proveta até que Glory lhe revelasse a verdade. Esse personagem foi removido da realidade após a continuidade do Supremo ser reiniciada por Alan Moore, embora continuasse a existir na Supremacia.

### Suprema
A irmã de Supremo Sally Crane se tornou Suprema. Quando Darius Dax fundiu-se com o  Supremium, voltou ao passado por uma queda numa fenda no tempo, num aniversário de Sally. Dax apareceu na frente da casa dos Cranes. Sally estava perto e ficou com os cabelos brancos. Mais tarde desenvolveu os poderes similares aos do irmão.
Quando Supremo abandonou a Terra, Suprema ficou no seu lugar. Gorrl, a Galáxia Viva, veio procurando vingança contra Supremo. Ao não encontrar o inimigo, ela ameaçou absorver a Via Láctea se não lhe fosse dada uma "companhia humana". Suprema se entregou voluntariamente e Grorrl a levou para os limites de um buraco negro onde o tempo corre numa velocidade diferente do espaço normal. Como resultado, Suprema passou 30 anos ali num piscar de olhos. Após esse tempo, Supremo finalmente conseguiu resgatá-la. Eles convenceram Gorrl a procurar como companhia alguém da sua espécie. Gorrl deixou Suprema retornar. Em aventuras solo, Suprema foi parceira de seu irmão e o cão Radar, além de se juntar a uma encarnação independente do Youngblood, juntamente com sua melhor amiga, Twilight, a "Garota Maravilha".

## Coletâneas

### Estados Unidos
Supreme # 23 foi republicada em edição brochura de Extreme Sacrifice (ISBN 1-887279-06-7), agosto de 1995. 
- Supreme Madness TPB - coletânea Supreme #12-18 (Image Comics)
- Supreme: The Story of the Year TPB - coletânea Supreme #41-52 (Checker Book Publishing Group, 2002, 332 Páginas, ISBN 0-9710249-5-2)
- Supreme: The Return TPB - coletânea Supreme #53-56 e Supreme: The Return #1-6 (Checker Book Publishing Group, 2003, 258 Páginas, ISBN 0-9710249-6-0)

### França
(Sob licença da Checker, com o mesmo layout, imagens, etc. em tradução francesa)
- Suprême, Tome 1 : L'Âge d'or (Delcourt Contrebande, 2004, 324 Páginas, ISBN 2-8478906-5-3)

- Suprême, Tome 2 : Le Retour (Delcourt Contrebande, 2009, 324 Páginas, ISBN 2-8478921-9-2)

### Brasil
- Supremo - A História do Ano #1-3, Brainstore, 2003
- Supremo, A Era de Ouro, Devir, 2007
- Supremo, A Era de Prata, Devir, 2007

- Supremo, A Era de Bronze, Devir, 2007

- Supremo, A Era Moderna, Devir, 2008